# Snavelfiguur

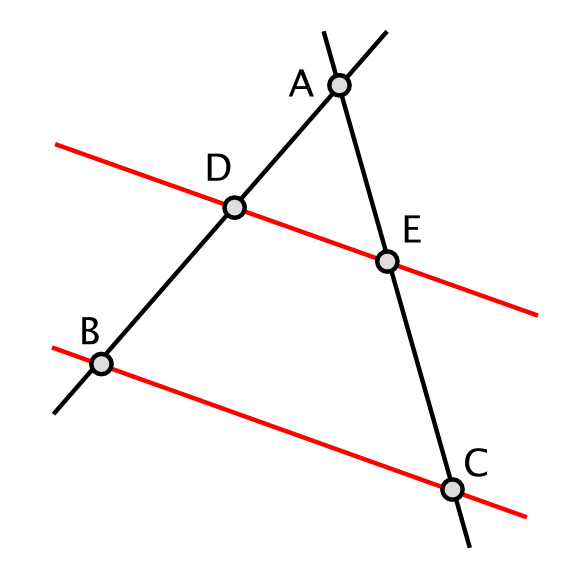

De snavelfiguur is een meetkundige figuur bestaande uit twee driehoeken ABC en ADE met een gezamenlijk hoekpunt A, zodat de beide overstaande zijden BC en DE van A evenwijdig zijn en de overstaande zijde DE van A van de kleinste driehoek ADE tussen A en de andere overstaande zijde BC van A ligt.
Uit een bijzonder geval van de stelling van Thales volgt dat 
{\displaystyle {\frac {AD}{AB}}={\frac {AE}{AC}}={\frac {DE}{BC}}},
kortom dat ABC en ADE gelijkvormig zijn. Dit blijkt ook als we zien dat de hoeken bij B en D, respectievelijk C en E F-hoeken zijn.
De zandloperfiguur is een overeenkomstige figuur, maar daarbij ligt A tussen ED en BC.